# Radhika Apte
Radhika Apte (ur. 7 września 1985 w Vellore) – indyjska aktorka.

## Kariera
Urodziła się w Vellore 7 września 1985 roku. Jest absolwentką Fergusson College w Pune. W 2005 roku wystąpiła w indyjskiej komedii fantasy Kochaj mnie kochaj w reżyserii Mahesha Manjrekara. W latach 2009–2016 występowała w szeregu filmów indyjskich, m.in.: Shor in the City (2011), Legend (2014), Lion i Spalone (2015). W 2018 wystąpiła u boku Deva Patela w brytyjskim dreszczowcu Gość weselny w reżyserii Michaela Winterbottoma.